# Génicourt-sur-Meuse
Génicourt-sur-Meuse település Franciaországban, Meuse megyében. Lakosainak száma 293 fő (2022. január 1.). Génicourt-sur-Meuse Ambly-sur-Meuse, Dieue-sur-Meuse, Les Monthairons, Rupt-en-Woëvre, Sommedieue és Villers-sur-Meuse községekkel határos.

## Népesség
A település népességének változása:
| Lakosok száma | 262  | 280  | 290  | 290  | 289  | 293  | 292  | 292  | 293  |
|               | 2013 | 2015 | 2016 | 2017 | 2018 | 2019 | 2020 | 2021 | 2022 |